# Pałac w Ciechowie
Pałac w Ciechowie – zabytkowy pałac w Ciechowie – wsi w Polsce, w województwie dolnośląskim, w powiecie średzkim, w gminie Środa Śląska.
Pałac wybudowany w 1840 r.